# Dendrophyllia granosa
Espèce
Statut CITES
Dendrophyllia granosa est une espèce de coraux appartenant à la famille des Dendrophylliidae.